# Cherré, Maine-et-Loire

Cherré este o comună în departamentul Maine-et-Loire, Franța. În 2009 avea o populație de 525 de locuitori.